# Truncatoflabellum angiostomum
Truncatoflabellum angiostomum är en korallart som först beskrevs av Folkeson 1919.  Truncatoflabellum angiostomum ingår i släktet Truncatoflabellum och familjen Flabellidae.
Artens utbredningsområde är Indiska oceanen. Inga underarter finns listade i Catalogue of Life.